# Choanostomellia bruuni
Choanostomellia bruuni är en djurart som tillhör fylumet skedmaskar, och som först beskrevs av Zenkevitch 1964.  Choanostomellia bruuni ingår i släktet Choanostomellia och familjen Bonelliidae. Inga underarter finns listade i Catalogue of Life.